# Orgnac-l'Aven
Orgnac-l'Aven is een gemeente in het Franse departement Ardèche (regio Auvergne-Rhône-Alpes) en telt 341 inwoners (1999). De plaats maakt deel uit van het arrondissement Largentière.

## Geografie
De oppervlakte van Orgnac-l'Aven bedraagt 21,8 km², de bevolkingsdichtheid is 15,6 inwoners per km².

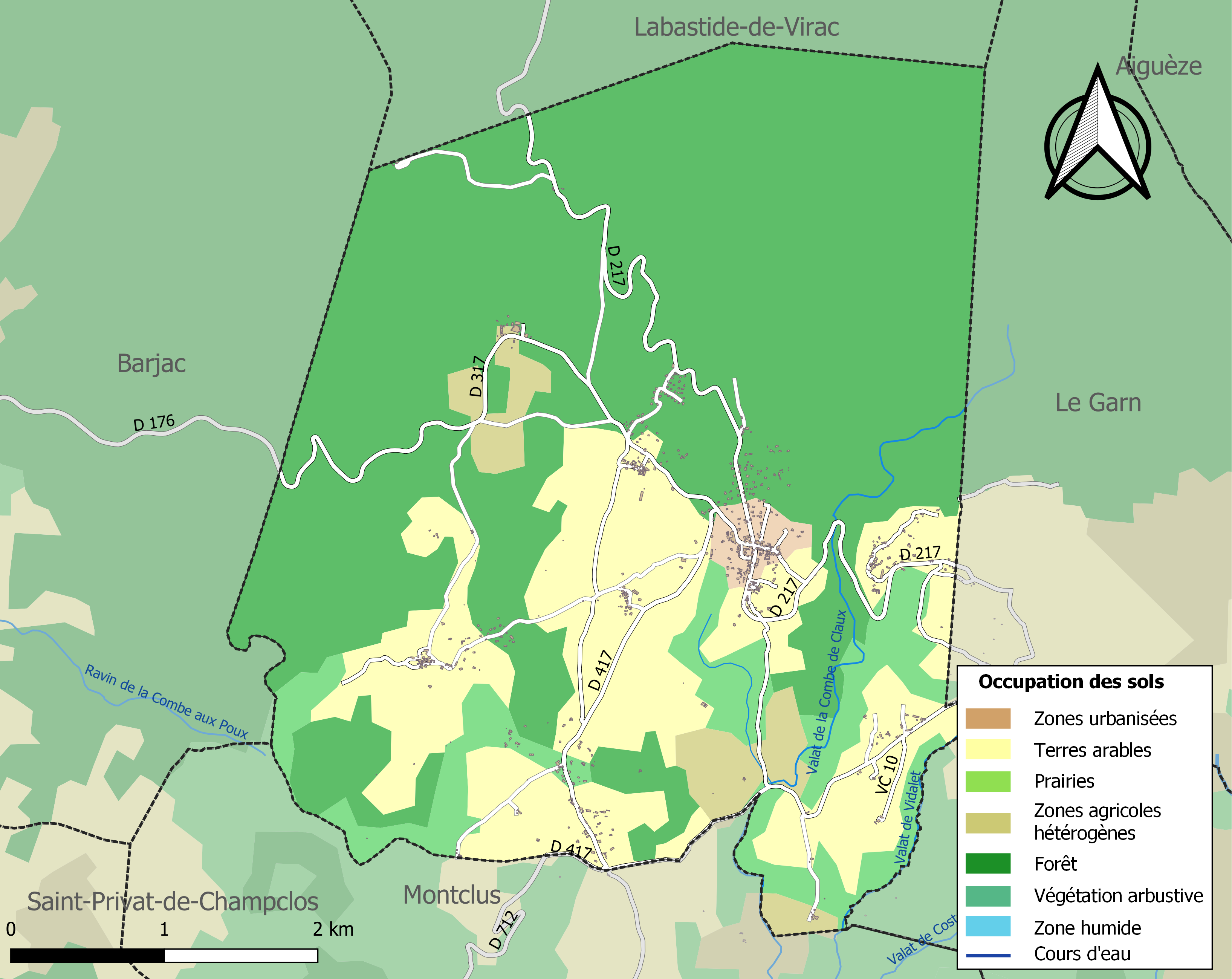
Kaart van de gemeente met belangrijkste infrastructuur, bodemgebruik en omliggende gemeenten

## Bezienswaardigheden
- Aven d'Orgnac
- Kerk van Orgnac-l'Aven
- Musée régional de Préhistoire

## Demografie
Onderstaande figuur toont het verloop van het inwonertal (bron: INSEE-tellingen).
Vanwege een beveiligingsprobleem met de MediaWiki Graph-software is het momenteel niet mogelijk deze grafiek weer te geven. Zodra de software is bijgewerkt zal de grafiek vanzelf weer zichtbaar worden.